# Satoshi Tokiwa
Satoshi Tokiwa (常盤 聡 Tokiwa Satoshi?, nacido el 14 de mayo de 1987 en Tokio) es un exfutbolista japonés. Jugaba de delantero y su último club fue el Thespakusatsu Gunma de Japón.

## Trayectoria

### Clubes
| Club                | País  | Año         |
| ------------------- | ----- | ----------- |
| Mito HollyHock      | Japón | 2010 - 2011 |
| Giravanz Kitakyushu | Japón | 2012        |
| Tokyo Verdy         | Japón | 2013 - 2014 |
| Roasso Kumamoto     | Japón | 2015        |
| Thespakusatsu Gunma | Japón | 2016        |

## Estadística de carrera

### J. League
| Club                | Año   | J. League | J. League | Copa J. League | Copa J. League | Total | Total |
| Club                | Año   | Part.     | Goles     | Part.          | Goles          | Part. | Goles |
| ------------------- | ----- | --------- | --------- | -------------- | -------------- | ----- | ----- |
| Mito HollyHock      | 2010  | 23        | 4         | -              | -              | 23    | 4     |
| Mito HollyHock      | 2011  | 22        | 4         | -              | -              | 22    | 4     |
| Giravanz Kitakyushu | 2012  | 28        | 5         | -              | -              | 28    | 5     |
| Tokyo Verdy         | 2013  | 39        | 8         | -              | -              | 39    | 8     |
| Tokyo Verdy         | 2014  | 37        | 6         | -              | -              | 37    | 6     |
| Roasso Kumamoto     | 2015  | 23        | 0         | -              | -              | 23    | 0     |
| Thespakusatsu Gunma | 2016  | 23        | 3         | -              | -              | 23    | 3     |
| Total               | Total | 195       | 30        | 0              | 0              | 195   | 30    |